# Kajetan Karol Cieszkowski
Kajetan Karol Cieszkowski ps. „Ćwiek” herbu Dołęga (ur. 2 listopada 1826 w Seroczynie, zm. 5 lipca 1877 w Krakowie) – syn Ignacego i Albiny z domu Świrskiej, uczestnik powstania styczniowego (1863). Twórca oddziałów partyzanckich zwanych ćwiekami, walczących na Lubelszczyźnie i ziemi radomskiej.
Uczył się w Instytucie Agronomicznym w Marymoncie, który przygotowywał synów mniej zamożnych ziemian do objęcia posad dzierżawców. Zgodnie z kierunkiem kształcenia podjął pierwszą pracę jako dzierżawca Koziej Woli, położonej w powiecie krasnostawskim. Właścicielem ziemskim stał się dzięki małżeństwu zawartemu w 1849 roku z Emilią z Kuczewskich, która wniosła mu w posagu majątek Starościn, Biadaczka i Milin. 
Małżeństwo Cieszkowskich szybko dało się poznać okolicznemu ziemiaństwu jako ludzie postępowi. Myśleli o unowocześnieniu gospodarstwa wiejskiego oraz podejmowali działania patriotyczne, które w perspektywie miały zapewnić Polsce niepodległość. Kajetan Cieszkowski był uczestnikiem wielu spotkań zarówno w Warszawie, jak i w Lubelskiem, gdzie nieustannie dyskutowano o taktyce postępowania wobec władz carskich. W maju 1861 r. Kajetan przystąpił do działań w ramach Komitetu, który miał na celu pokierowanie przygotowaniami do walki o niepodległość. Cieszkowski został tzw. wojewódzkim na województwo lubelskie. Po spotkaniu w Homburgu i zerwaniu współpracy "białych" z "czerwonymi" Kajetan przyjął postawę umiarkowaną i na chwilę zawiesił działalność konspiracyjną.
„Ćwiek” wraz z Emilią utworzyli oddział w czerwcu. Z mianowania Rządu Narodowego oddział otrzymał nazwę Piątego Oddziału Wojsk Narodowych Województwa Lubelskiego Oddział Kajetana Cieszkowskiego, lecz potocznie nazywany był Ćwiekami od pseudonimu swojego naczelnika. W pierwszych dniach sierpnia Cieszkowski połączył się z oddziałem Eminowicza oraz Ruckiego. Połączone oddziały zajęły Chełm i odniosły zwycięstwo pod Depułtyczami 5 sierpnia. Następnie Cieszkowski przemieścił się w Sandomierskie oraz Radomskie. Po kilku bitwach oddziały „Ćwieka” i Eminowicza rozłączyły się. Cieszkowski brał jeszcze udział w bitwie pod Ireną, Panasówką i Batorzem. Na początku października zachorował i wyjechał na leczenie do Paryża, tam zaczął pisać swój pamiętnik. Wrócił na pole bitwy w grudniu, lecz powstanie miało się już ku upadkowi. Był naczelnikiem jednego z najdłużej utrzymujących się oddziałów odznaczającego się również wielką walecznością.
Po powstaniu wskutek represji Cieszkowski wyjechał ze Starościna. Rozstał się z żoną Emilią. Zamieszkał w Paryżu, gdzie zajmował się tłumaczeniami dla gazety oraz twórczością literacką. Nie wiadomo, czy wrócił kiedykolwiek do Starościna. Cieszkowski znajdował się w trudnej sytuacji finansowej, o czym świadczą zaciągane przez niego pożyczki. W 1876 roku wyprowadził się do Krakowa. Zmarł 5 lipca 1877 roku, pochowany jest na cmentarzu Rakowickim w Krakowie.
Kajetan napisał pamiętnik dla syna Jana, prawdopodobnie w czasie, gdy przebywał na leczeniu we Francji podczas powstania styczniowego. Znaleziony tekst w bibliotece w Paryżu zawierał tylko zdarzenia sprzed wybuchu powstania.

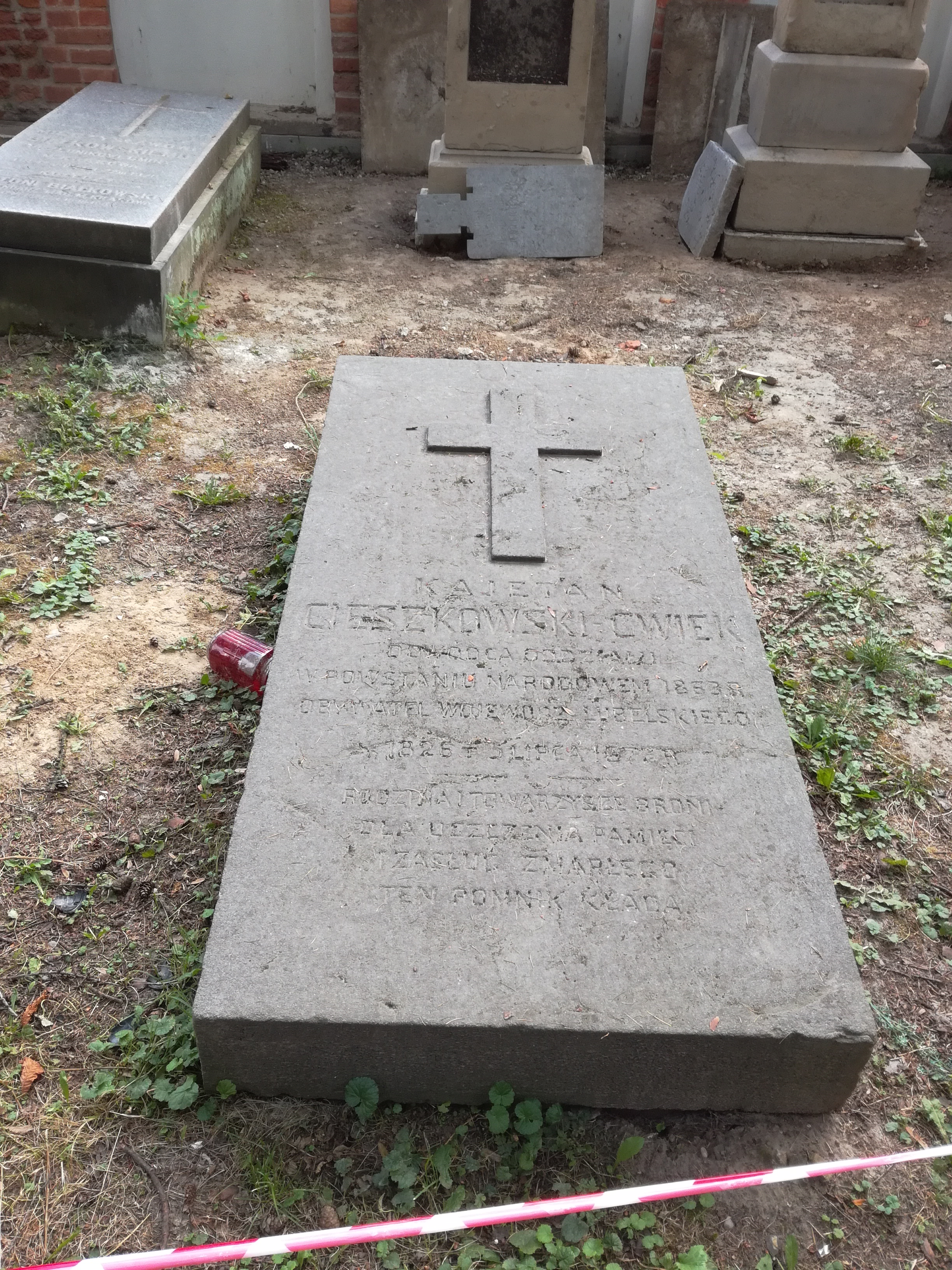
Grób Kajetana Cieszkowskiego na cmentarzu Rakowickim (kwatera KD)